# Hannah Cooper
Hannah Cooper (sinh ngày 10 tháng 6 năm 1979) là một vận động viên vượt rào người Liberia. Bà đã tham gia cuộc thi vượt rào 100 mét nữ tại Thế vận hội Mùa hè 2000.